# Piratenpartij Duitsland
De Piratenpartij Duitsland (Duits: Piratenpartei Deutschland) (kortweg Piraten) is een Duitse politieke partij die op 10 september 2006 werd opgericht, gebaseerd op het model van de Zweedse Piratpartiet. De partij is onderdeel van de internationale beweging van piratenpartijen en is tevens lid van de Pirate Parties International. Sinds 2011 is de partij erin geslaagd zetels te verkrijgen in vier Duitse deelstaatparlementen (Berlijn, Saarland, Sleeswijk-Holstein en Noordrijn-Westfalen). In 2014 werd er een zetel gewonnen voor het Europees Parlement.
De vroegere federale voorzitter Sebastian Nerz ziet de partij als een sociaal-liberale partij voor fundamentele rechten, die meer politieke transparantie wil.

## Partijprogramma
De partij is voorstander van het burgerlijk recht op informatieprivacy en van hervormingen van het auteursrecht, het onderwijs, genetische octrooien en drugsbeleid.
De partij verzet zich tegen de ontmanteling van burgerrechten in telefonie en op internet, in het bijzonder het Europese beleid van het gegevensopslag en de Duitse censuurwet met betrekking tot internet genaamd Zugangserschwerungsgesetz. Tevens verzet de partij zich tegen kunstmatige monopolies en diverse maatregelen van toezicht op burgers.
Zij probeert in het bijzonder een verbeterde transparantie van de overheid te bevorderen door open bronbestuur uit te voeren en in API's te voorzien om elektronische inspectie en controle van overheidsverrichtingen door de burger toe te staan.

## Geschiedenis

Ontwikkeling van het ledental

De partij werd opgericht op 10 september 2006. De partijleider is Sebastian Nerz sinds 14 mei 2011. Vorige leiders waren Dirk Hillbrecht, Christof Leng, en Jens Seipenbusch.
In februari 2009 werd de woordvoerder van Hohenstein en wethouder in Strausberg Jens Knoblich lid van de partij. In juni 2009 verliet het Bondsdaglid Jörg Tauss de SPD om zich aan te sluiten bij de Piratenpartij nadat de Zugangserschwerungsgesetz was goedgekeurd. Hij verliet de partij echter in 2010 toen hij werd veroordeeld voor het bezit van kinderporno. In augustus 2009 werd Herbert Rusche, een van de oprichters van de Duitse Groene Partij en het eerste openlijk homoseksuele lid van het parlement in Duitsland, lid van de Piratenpartij. In april 2012 had de partij meer dan 24.000 leden.

## Verkiezingsresultaten

### Duitse federale verkiezingen van 2009
Op 27 september 2009 kreeg de piratenpartij 2,0% (845.904 stemmen) van de stemmen in de Duitse federale verkiezingen van 2009, waardoor de partij geen zetels behaalde in de Bondsdag. Dit was echter het beste resultaat onder de partijen die niet de kiesdrempel van 5% haalden. Onder de mannelijke kiezers die voor de eerste keer gingen stemmen haalde de partij 13%.
Op grond van de verkiezingsuitslag in 2009 voldoet de partij aan de voorwaarden voor het ontvangen van de overheidssubsidie. Voor 2009 kreeg de partij €31.504,68, een bedrag dat gelijk is aan dat van de particuliere bijdragen. De berekening is gemaakt op basis van de totale ontvangst van de partij in 2008 (de bovengrens van overheidssubsidie voor een partij is €840.554,5).

### Europese Parlementsverkiezingen
De partij kreeg 229.117 stemmen bij de Europese Parlementsverkiezingen van 2009, 0,9% van de stemmen, maar niet genoeg voor de kiesdrempel van 5%. Tijdens de Europese Parlementsverkiezingen van 2014 kreeg de partij 1.4% van de stemmen. De kiesdrempel voor Europese verkiezingen gold vanaf dat jaar niet meer, en Julia Reda won hierdoor een zetel in het Europees Parlement.

### Duitse deelstaatverkiezingen en gemeentelijke verkiezingen

Deelstaten waarin de Piratenpartij in de landdag is vertegenwoordigd.
als oppositiepartij in het parlement vertegenwoordigd.

Op 30 augustus 2009 kreeg de piratenpartij 1,9% van de stemmen in de Saksische deelstaatverkiezingen van 2009. Op dezelfde dag kreeg de partij een zetel in elke gemeente in de lokale verkiezingen van Münster en Aken, hoewel de kandidaten van de partij slechts in enkele kiesdistricten van beide steden meededen.
De steun voor de piratenpartij varieert tussen de verschillende deelstaten. Bij de deelstaatverkiezingen van 2009 kreeg de partij in Sleeswijk-Holstein 1,8% van de stemmen, in Noordrijn-Westfalen kreeg ze in datzelfde jaar 1,5% van de stemmen, maar in de deelstaat Hessen werd slechts 0,5% van de stemmen behaald. De partij nam niet deel aan de deelstaatverkiezingen van 2009 in Brandenburg en Saarland.
De partij kreeg 2,1% van de stemmen in de Hamburgse deelstaatverkiezingen van 2011, niet genoeg om zetels in het staatsparlement te krijgen. In de Baden-Württembergse deelstaatverkiezingen van 2011 had de partij hetzelfde resultaat. In de deelstaatverkiezingen te Saksen-Anhalt ontving ze in 2011 1,4%, in Rijnland-Palts 1,6% van de stemmen.
In de Berlijnse deelstaatverkiezingen van 2011, met 8,9% van de stemmen, zijn de piraten er in voor de eerste keer in geslaagd om de 5%-drempel te halen en zetels (15 van de 141 zetels in het Abgeordnetenhaus) in een Duits deelstaatparlement te winnen. Dit kwam als een verrassing: de partij had maar 15 kandidaten op de kieslijst. In maart 2012 kregen de piraten 7,4% van de stemmen en daarmee 4 zetels in de Landdag van Saarland, op 6 mei 2012 werden 6 zetels behaald in de Landdag van Sleeswijk-Holstein en op 13 mei 2012 20 van de 235 zetels in de Landdag van Noordrijn-Westfalen
In de peilingen van 2012 was een sterke groei van de partij te zien, de partij stond herhaaldelijk op 11% tot 13% in de peilingen, waardoor ze hoger stond dan de FDP en Die Linke, en af en toe ook dan de Groenen.